# Rio Itajaí do Norte
Rio Itajaí do Norte är ett vattendrag i Brasilien.   Det ligger i delstaten Santa Catarina, i den södra delen av landet, 1 300 km söder om huvudstaden Brasília.
I omgivningarna runt Rio Itajaí do Norte växer i huvudsak städsegrön lövskog. Runt Rio Itajaí do Norte är det glesbefolkat, med 17 invånare per kvadratkilometer.